# Epidendrum radicans
Epidendrum radicans Pav. ex Lindl., 1831, è una pianta della famiglia delle Orchidacee originaria dell'America tropicale.

## Descrizione
È un'orchidea di dimensioni variabili da medie a grandi che cresce terricola (geofita) o litofita in zone montane tropicali. E. radicans presenta steli eretti, a forma di canna che portano, in tutta la loro lunghezza, foglie coriacee di forma da ovata a ellittica, inegualmente bilobate all'apice.
La fioritura avviene dall'autunno alla primavera, mediante un'infiorescenza terminale, racemosa, ombrelliforme, lunga da 25 a 50 centimetri, arcuata o pendula, recante una decina di fiori tutti raggruppati al suo apice. I fiori sono grandi da 2 a 3 centimetri, hanno petali e sepali a forma ellittico-lanceolata, con apice decisamente acuto, di colore rosso-arancione e labello è  imbutiforme trilobato di colore che va dall'arancione al giallo.

## Distribuzione e habitat
La specie è originaria dell'America tropicale, in particolare di Porto Rico, Messico, Guatemala, El Salvador, Honduras, Nicaragua, Costa Rica, Panama, Venezuela e Colombia, dove cresce terricola (geofita) oppure litofita in aree aperte tra erbe e rocce, spesso ai lati delle strade nelle foreste di pino e di quercia, oppure nella foresta pluviale di montagna a quote di 900-2500 metri sul livello del mare.

## Sinonimi
Epidendrum rhizophorum Bateman ex Lindl., 1838

Epidendrum pratense Rchb.f., 1866

Epidendrum radicans var. fuscatum Rchb.f., 1889

Epidendrum radicans var. chiriquense Schltr., 1922

## Coltivazione
Questa pianta ha necessità di molta luce, con temperature miti tutto l'anno, più calde e con irrigazioni all'epoca della fioritura.